# Sune Berger
Sune Roland Berger, född 28 juli 1941 i Steneby församling i Älvsborgs län, är en svensk kulturgeograf och professor emeritus.

## Biografi
Sune Berger växte upp i Bengtsfors. Efter akademisk utbildning har han varit forskningsassistent och universitetslektor. Han disputerade 1973 på avhandlingen Företagsnedläggning – konsekvenser för individ och samhälle vid Uppsala universitet. Han forskar om regional utveckling och innovationsfrågor och har på uppdrag av statliga myndigheter och EU-organ gjort utvärderingar och följeforskning i dessa frågor. Berger är professor emeritus i kulturgeografi vid Karlstads universitet och var föreståndare för Cerut, Centrum för forskning om regional utveckling 2002–2007.

### Familj
Sune Berger var 1969–1977 gift med Anita Mellberg och 1985–2005 med kulturgeografen Gunnel Forsberg. Bland barnen märks musikproducenten Patrik Berger i äktenskapet med Forsberg. Hans bror Göran Berger spelade allsvensk fotboll för Gais.